# Hajime Mizoguchi
Hajime Mizoguchi (溝口 肇, Mizoguchi Hajime), né en 1960, est un compositeur et musicien japonais. Il a commencé le piano en 1963, alors âgé de 3 ans, et le violoncelle en 1971. Ce compositeur est violoncelliste de formation et est surtout réputé pour composer des musiques pour des séries et téléfilms « live ». Pour ses musiques, Hajime Mizoguchi fait appel à un véritable orchestre classique. Il enregistre souvent avec l'Orchestre philharmonique de Prague. Il est l'époux de la compositrice Yōko Kanno.

## Filmographie
- 1986 : Wonder Beat Scramble (TV)
- 1987 : To-y (OAV)
- 1993 : Réincarnations (Please save my Earth)
- 1994 : Macross Plus
- 1996 : Escaflowne (Série TV)
- 1997 : Yakumo Tatsu (OAV)
- 1999 : Jin-Roh, la brigade des loups (film d'animation)
- 2000 : Escaflowne (film)
- 2003 : Texhnolyze (TV)[1]